# Karlsruher Lokalbahn 89–95
Die meterspurigen Trambahnlokomotiven Karlsruher Lokalbahn 89–95 wurden 1890 von der Centralverwaltung für Secundairbahnen Herrmann Bachstein für die Karlsruher Lokalbahn beschafft. Sie wurden von der Maschinenbau-Gesellschaft Karlsruhe hergestellt und wurden bis auf die spätere SEG 90 um 1930 ausgemustert.

## Geschichte

### Karlsruher Lokalbahn
Die Maschinen verkehrten ab 1890 bei der Karlsruher Lokalbahn. Am 1. April 1897 ging die Bahn auf die Süddeutsche Eisenbahn-Gesellschaft (SEG) über. Ab diesem Zeitpunkt wurden die Lokomotiven als SEG 89–95 bezeichnet, verblieben aber auf ihren bisherigen Strecken.
Die SEG 89 wurde 1904 nach einem Unfall ausgemustert, die anderen fuhren bis 1930 und wurden danach ausgemustert.
Die SEG 90 wurde 1933 an Haid & Neu in Hagsfeld abgegeben und gelangte später zur Nähmaschinenfabrik Karlsruhe, wo sie bis 1962 vorhanden war und dann ausgemustert wurde.

### Bahnstrecke Zell–Todtnau
Die Lokomotive SEG 93 wurde 1903 von der Süddeutschen Eisenbahn-Gesellschaft auf die Bahnstrecke Zell–Todtnau versetzt, da durch verringerten Betrieb auf der Karlsruher Lokalbahn ein Loküberhang herrschte. Die Lok, die im Betriebsdienst den Spitznamen Würfellok oder Zebra trug, hatte vorrangig Vorspanndienste zu den SEG 73 und 74 und der SEG 103 zu leisten. Bestanden die Personenzüge lediglich aus bis zu drei Wagen, konnten diese von der SEG 93 allein gefahren werden. Im Winter übernahm sie den Schneepflugdienst.
1914 verließ sie das Wiesental und wurde von der SEG 69 abgelöst. Der weitere Verbleib der SEG 93 ist nicht bekannt.

## Technik
Die Lokomotiven waren Kastenlokomotiven mit liegendem Kessel, Innenrahmen, außen liegenden Zylindern und Stephenson-Steuerung. Die Lokomotiven waren mit einem geschlossenen Führerhaus versehen und mit einem Dachkondensator zur Verminderung der Abgasdämpfe und Rückgewinnung des Dampfes in das Kesselspeisewasser ausgerüstet. Der Dampfdom lag etwa in Lokmitte, der Sanddom und der Speisedom davor. Ein Aufstieg befand sich am hinteren Ende der Lok. Die Maschinen waren mit einer Hardy-Bremse sowie einer Handbremse ausgerüstet.